# Colón (Kuba)
Colón – gmina i miasto w zachodniej Kubie, w prowincji Matanzas.
Liczba mieszkańców w 2005 roku wynosiła ok. 58,5 tys.

## Historia
Miasto zostało założone w 1846 roku pod nazwą Nueva Bermeja. W 1851 do miasta dotarła kolej. W 1859 otrzymało status villa (miasto) oraz nazwę Colón. W 1852 w mieście powstała pierwsza publiczna szkoła, którą ufundował właściciel cukrowni Fernando Diago.

## Gospodarka
Gospodarka Colón skupia się przede wszystkim wokół rolnictwa (trzciny cukrowej, tytoniu, owoców cytrusowych, miodu) i hodowli zwierząt gospodarskich. Jest to także ważne centrum kolejowe.